# Lycaugesia pseudura
Lycaugesia pseudura là một loài bướm đêm trong họ Noctuidae.